# ヴィシェスラヴァ・スヴャトスラヴナ
ヴィシェスラヴァ・スヴャトスラヴナ（スヴャトスラヴォヴナ）（ロシア語: Вышеслава Святославна（Святославовна）、ポーランド語: Wyszesława Światosławówna、1047年頃 - 1089年以降）はリューリク朝出身の公女であり、ポーランド王（結婚時はポーランド公）ボレスワフ2世の妻となった人物である。

## 生涯
1067年にポーランド公であったボレスワフ2世と結婚し、1069年に一人息子ミェシュコを産んだ。1076年のクリスマスの日に夫ボレスワフとともにグニェズノ大聖堂でポーランド王妃として戴冠されたとみられる。1079年、ヴィシェスラヴァは夫や息子とともにハンガリーに亡命した。2年後（1081/2年頃）、ボレスワフは不可解な死を遂げた。毒殺とみられている。その後1086年に、ヴィシェスラヴァは息子とともにポーランドに帰還した。ガルス・アノニムスによると、ヴィシェスラヴァは1089年に毒殺された息子ミェシェコの葬儀に参列しているが、これがヴィシェスラヴァに関する最後の記録であり、その後については不明である。

## 出身に関する諸説
ヴィシェスラヴァの父に関しては諸説ある。近世の歴史家では、ヴァシリー・タチーシチェフ(ru)はキエフ大公スヴャトスラフの娘としている。一方、『グストィニャ年代記』には、ボレスワフの妻はヤロスラフの孫、ヴャチェスラフの娘であったという主旨の記述があり、これに相当するスモレンスク公ヴャチェスラフの娘とみなす説もある（その場合、彼女の父称はヴャチェスラヴナとなる）。また、ヴィシェスラヴァの父がヴャチェスラフであり、その妻をシュターデ出身のオダ(ru)という女性であるとみなすニコライ・カラムジンの説においては、ヴィシェスラヴァは父ヴャチェスラフの死後、1058年に、未亡人となったオダのドイツへの帰還に同行したとみなされている。
中世の史料においては、クラクフのヤン・ドゥウゴシュが、ボレスワフの妻はルーシのクニャージ（公）の一人娘であったという主旨の記述を残し、ヴァルミアのMarcin Kromer(ru)は、ヴィシェスラヴァの父の名は不明であるとしている。また、ヨハン・ヒュプナー(ru)は、『Genealogische Tabellen』の中で、ヴィシェスラヴァは「ヴィスラフ」という人物の娘であるとしている。なお、ルーシのレートピシ（年代記）は、ボレスワフの妻は恥ずかしがり屋、という抽象的表現を残している。